# Penicillidia monoceros
Penicillidia monoceros är en tvåvingeart som beskrevs av Paul Gustav Eduard Speiser 1900.
Enligt Catalogue of Life ingår Penicillidia monoceros i släktet Penicillidia och familjen lusflugor, men enligt Dyntaxa är tillhörigheten istället släktet Penicillidia och familjen fladdermusflugor. Arten är reproducerande i Sverige. Inga underarter finns listade i Catalogue of Life.